# Christof Stein-Schneider

Christof Stein-Schneider bei einem Auftritt von Fury in the Slaughterhouse

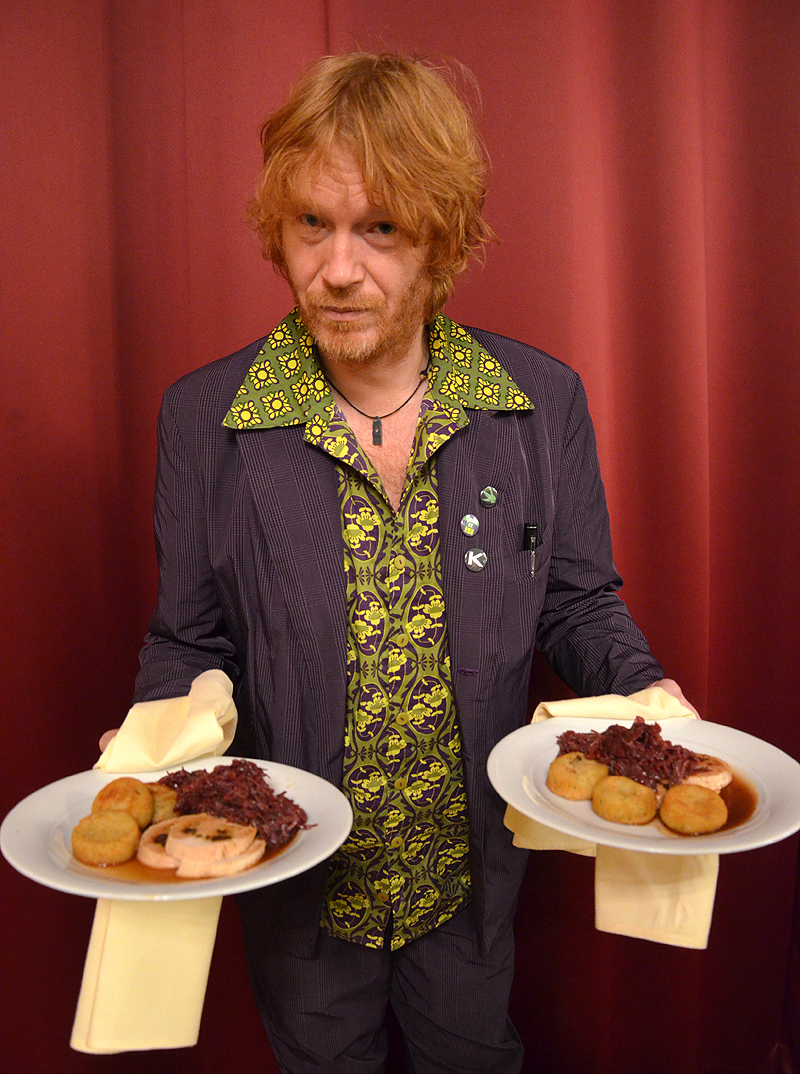
Auf dem Fest Die!!! Weihnachtsfeier 2013 für Obdachlose und Bedürftige in Hannover servierte C. Stein-Schneider unentgeltlich die Drei-Gänge-Menues

Christof Stein-Schneider (* 1. Mai 1962 in Lübeck) ist ein deutscher Gitarrist und Sänger. Stein-Schneider ist Mitglied der Rockband Fury in the Slaughterhouse.

## Leben
Christof Stein-Schneider ist das älteste von vier Kindern einer Pastorenfamilie. Als er als Kind Klavierunterricht bekommen sollte, wollte er lieber Gitarre lernen. 
1987 gründete Stein-Schneider zusammen mit Thorsten und Kai Wingenfelder sowie Rainer Schumann und Hannes Schäfer in Hannover die Rockband Fury in the Slaughterhouse, in der er neben Thorsten Wingenfelder als Gitarrist spielt.
Neben Fury in the Slaughterhouse spielte Stein-Schneider unter anderem mit den Alice Cooper Ghouls, Ton Steine Scherben, John Watts, mit den Kollegen von Rausch und mit Stefan Stoppok bei Jumping Jeezus. Zusammen mit Fabian Schulz agiert Stein-Schneider seit 2002 als Duo Wohnraumhelden. Unter dem Produzenten Jens Krause wurde das erste Album eingespielt.
Stein-Schneider ist mit weiteren Prominenten langjähriger Unterstützer der Aktion „Stark gegen Krebs“.